# Scottish Open 1994
Die Scottish Open 1994 im Badminton fanden vom 23. bis zum 27. November 1994 im Kelvin Hall in Glasgow statt.

## Sieger und Platzierte
| Disziplin    | Gold                            | Silber                          | Bronze                             |
| ------------ | ------------------------------- | ------------------------------- | ---------------------------------- |
| Herreneinzel | Tomas Johansson                 | Rikard Magnusson                | Andrei Antropow                    |
| Herreneinzel | Tomas Johansson                 | Rikard Magnusson                | Peter Knowles                      |
| Dameneinzel  | Lim Xiaoqing                    | Julia Mann                      | Anne Søndergaard                   |
| Dameneinzel  | Lim Xiaoqing                    | Julia Mann                      | Mette Sørensen                     |
| Herrendoppel | Andrei Antropow Nikolai Sujew   | Jens Eriksen Christian Jakobsen | Peter Axelsson Pär-Gunnar Jönsson  |
| Herrendoppel | Andrei Antropow Nikolai Sujew   | Jens Eriksen Christian Jakobsen | Michael Helber Michael Keck        |
| Damendoppel  | Katrin Schmidt Kerstin Ubben    | Helene Kirkegaard Rikke Olsen   | Emma Constable Tanya Woodward      |
| Damendoppel  | Katrin Schmidt Kerstin Ubben    | Helene Kirkegaard Rikke Olsen   | Lotte Olsen Lisbet Stuer-Lauridsen |
| Mixed        | Jan-Eric Antonsson Astrid Crabo | Michael Keck Karen Stechmann    | Jens Eriksen Rikke Olsen           |
| Mixed        | Jan-Eric Antonsson Astrid Crabo | Michael Keck Karen Stechmann    | Christian Jakobsen Lotte Olsen     |